# Плетниковка
Плетниковка — упразднённая деревня Вяземского района Смоленской области России, вошедшая в состав города Вязьмы в после Великой Отечественной войны. Точная дата вхождения неизвестна. В настоящее время на месте бывшей деревни находится микрорайон Плетниковка, улицы Плетниковка, Новая Плетниковка, улица Чкалова.

## География
Располагалась на реке Вязьме по левой стороне Смоленского почтового тракта в 0,25 верстах от Вязьмы.
После Великой Отечественной войны вошла в городскую черту города Вязьмы.

## История
Возникла в 17 веке.
В ходе Вяземского сражения 22 октября 1812 года русского авангарда под командованием Милорадовича с отступающей французской армией здесь разворачивались боевые действия. После боя, в ночь с 22 на 23 октября на опушке леса у Смоленской заставы стали лагерем российские войска. Смоленская застава находилась между деревнями Плетниковка и Ямская слобода.

### Административно-территориальная принадлежность
До проведения в 1764 году секуляризации церковных земель входила в состав вотчины вяземского Иоанно-Предтеченского монастыря.
До упразднения уездно-губернского деления входила в состав Вяземского уезда Смоленской губернии.
После 1917 года входила в состав сначала Ямского сельсовета, затем — Гармоновского сельсовета.

## Население
По результатам ландратской переписи начала 18 века в деревне было 3 двора, в которых проживали большие семьи из нескольких поколений.
В 1868 году согласно «Списка населенных мест Смоленской губернии» в деревне имелся 31 двор, где проживало 116 человек мужского пола и 134 человека женского пола. Жители деревни были прихожанами Церкви Рождества Христова в Ямской слободе.

## Известные уроженцы
Кремчуков, Георгий Алексеевич — советский геолог, исследователь Чукотки, один из организаторов начала добычи урана в СССР и странах Восточной Европы.

## Транспорт
Смоленский почтовый тракт.